# Svaveltyrann
Svaveltyrann (Tyrannopsis sulphurea) är en fågel i familjen tyranner inom ordningen tättingar.

## Utseende och läte
Svaveltyrann är en medelstor tyrann som med brun ovansida och gul undersida påminner om tropikkungstyrannen, men är mycket mörkare grå på huvud med tydlig kontrasterande vit strupe. Lätena som ofta hörs har en elektiskt klang.

## Utbredning och systematik
Fågeln förekommer från södra Venezuela och Guyanaregionen till norra Bolivia och Amazonområdet i Brasilien samt på Trinidad. Den placeras som enda art i släktet Tyrannopsis. 

## Levnadssätt
Svaveltyrannen hittas i en rad olika skogstyper, dock oftast i översvämmade marker eller skogsbryn med inslag av palmer. Allra vanligast är den i savanner med stånd av Mauritia flexuosa. Den ses vanligen i par som gör utfall från undanskymda sittplatser för att fånga insekter i kringliggande vegetationen, olikt kungstyranner som snarare sitter mer öppet och tar insekter i luften.

## Status
Arten har ett stort utbredningsområde och beståndet anses stabilt. Internationella naturvårdsunionen IUCN listar den därför som livskraftig (LC).